# Tullia Romagnoli Carettoni
Tullia Carettoni Romagnoli (Verona, 30 dicembre 1918 – Roma, 24 novembre 2015) è stata una politica italiana, indipendente di sinistra e già parlamentare europea.
È ricordata per essere diventata la prima donna vicepresidente del Senato nel 1972.

## Biografia

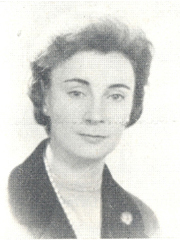
Tullia Romagnoli Carettoni

Tullia Romagnoli Carettoni è nata a Verona il 30 dicembre 1918, figlia di Ettore Romagnoli, uno dei più illustri grecisti italiani, compie gli studi superiori a Milano, per poi trasferirsi con la famiglia a Roma dove si iscrive alla facoltà di Lettere. Pur cresciuta in un ambiente famigliare borghese conformista, cui tuttavia deve la sua raffinata educazione e una formazione intellettuale e culturale d'eccellenza, dimostra fin da giovane di avere carattere forte e indipendente e le idee chiare. Si laurea giovanissima in archeologia e nel 1940 sposa Gianfilippo Carettoni, ricercatore e archeologo, che negli anni '60 e '70 è stato Sovrintendente alle Antichità di Roma. Nel 1941 mette al mondo il suo unico figlio al quale, in memoria del padre, mette il nome di Ettore. 

### Docente della scuola italiana
Lo scoppio della Seconda guerra Mondiale sorprende Tullia Carettoni all'inizio del suo percorso di insegnante di lettere, dapprima nelle scuole private poi, cessata la guerra, partecipa con successo ai concorsi pubblici e nel 1947 le viene assegnata Latina come prima sede d'insegnamento. Tornata a Roma le viene assegnata la cattedra di lettere all'Istituto Tecnico Leonardo da Vinci e poi nel 1956 quella di Storia dell'Arte al Liceo-ginnasio Torquato Tasso, dal 1956 al 1960. Nel 1959, a seguito della sua elezione a membro della Direzione Nazionale del Partito Socialista Italiano, lascia l'insegnamento per dedicarsi interamente all'attività politica.

### L'impegno politico

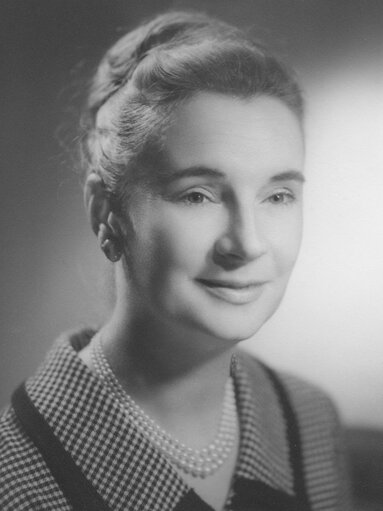
Tullia Romagnoli Carettoni

L'interesse per la politica di Tullia Romagnoli Carettoni, inizia a Roma negli anni dell'università per poi maturare come opposizione al regime fascista e diventare partecipazione attiva nella Resistenza romana con le formazioni liberali. Nell'immediato dopo guerra confluisce con queste nel Partito d'Azione. Nel 1947 i forti contrasti interni al partito, sulle alleanze e le prospettive politiche, determinano il suo scioglimento e la diaspora dei suoi maggiori esponenti; la Carettoni, insieme al troncone principale guidato da Riccardo Lombardi, confluisce nel Partito Socialista, che proprio all'inizio di quello stesso anno aveva subito la “scissione di Palazzo Barberini”. Si candida senza successo, nelle elezioni del 1948, con il Fronte popolare, in un collegio piemontese.
L'essere a quel tempo una delle pochissime donne impegnate nella politica e, soprattutto, il suo carattere deciso, la sua preparazione culturale, la vivace intelligenza e le particolari doti organizzative, la impongono come uno dei quadri di maggiore interesse del partito socialista. Può finalmente far valere, nel partito e non solo, le sue idee sullo stato dell'insegnamento nelle scuole di ogni ordine e grado e battersi con passione a sostegno della parità e della condizione femminile in una società moderna. Le vengono assegnati incarichi di prestigio e responsabilità nel settore della scuola ed in quello femminile e di rappresentanza del partito nelle organizzazioni di massa. In tale veste opera nel Sindacato Nazionale Scuola Media, allora ancora unitario, e nell'Unione Donne Italiane. Impegno massacrante, ma non impossibile. Riesce per qualche anno e con abilità a conciliare casa, scuola e partito.
L'adesione ad un partito di massa (il PSI), con le sue regole interne, allora ancora fossilizzate sul culto del centralismo democratico e fortemente condizionate dal patto di unità d'azione con i comunisti, è stata per Tullia Carettoni una salutare scuola per capire l'utilità ed i limiti della disciplina di partito. Per contro la partecipazione attiva alle scelte politiche fondamentali del Paese in un momento storico di grandi mutamenti interni e internazionali ha contribuito ad arricchire, a dare spessore, alla sua formazione politica.
Infatti gli anni '50 segnano eventi importanti sia sul piano istituzionale che politico ed il Partito Socialista, seppure all'opposizione, li vive da protagonista. Sono gli anni della ricostruzione materiale e morale del Paese nei quali le scelte politiche interne sono fortemente condizionate da quelle internazionali che risentono a loro volta della radicalizzazione della divisione in blocchi. I timidi approcci di distensione seguiranno un andamento altalenante e si consolideranno a livello di rapporti diplomatici. Le questioni internazionali alimenteranno nel nostro Paese il dibattito tra le forze politiche e nei partiti avviando un ampio processo di revisione culturale e ideologico. La rivelazione dei crimini staliniani e alcuni tragici eventi accelereranno il processo di autonomia socialista dal PCI e l'avvio di quel percorso politico che approderà alla fine di quegli anni, non senza contrasti interni e l'ufficializzazione di correnti di pensiero diversificate, all'apertura al dialogo con i Cattolici.
Eletta nel Comitato Centrale del Partito Socialista, Tullia Carettoni condivide la linea autonomista di allontanamento dal Partito Comunista e sposa l'idea del dialogo con i cattolici che ritiene un passaggio necessario per interrompere anni di governi conservatori dominati dalla Democrazia Cristiana, necessario per rinnovare il paese attraverso la costruzione di un nuovo quadro politico-parlamentare e per avviare un positivo confronto sulle principali riforme da avviare. Tesi non condivisa dalla sinistra del PSI che teme l'involuzione socialdemocratica del partito.
A sostegno della linea politica ufficiale del partito Tullia Carettoni partecipa a dibattiti, tavole rotonde, conferenze e gira l'Italia in lungo e in largo affrontando, preparatissima, problematiche politiche interne o internazionali, a volte scottanti, con la serena forza della ragione.

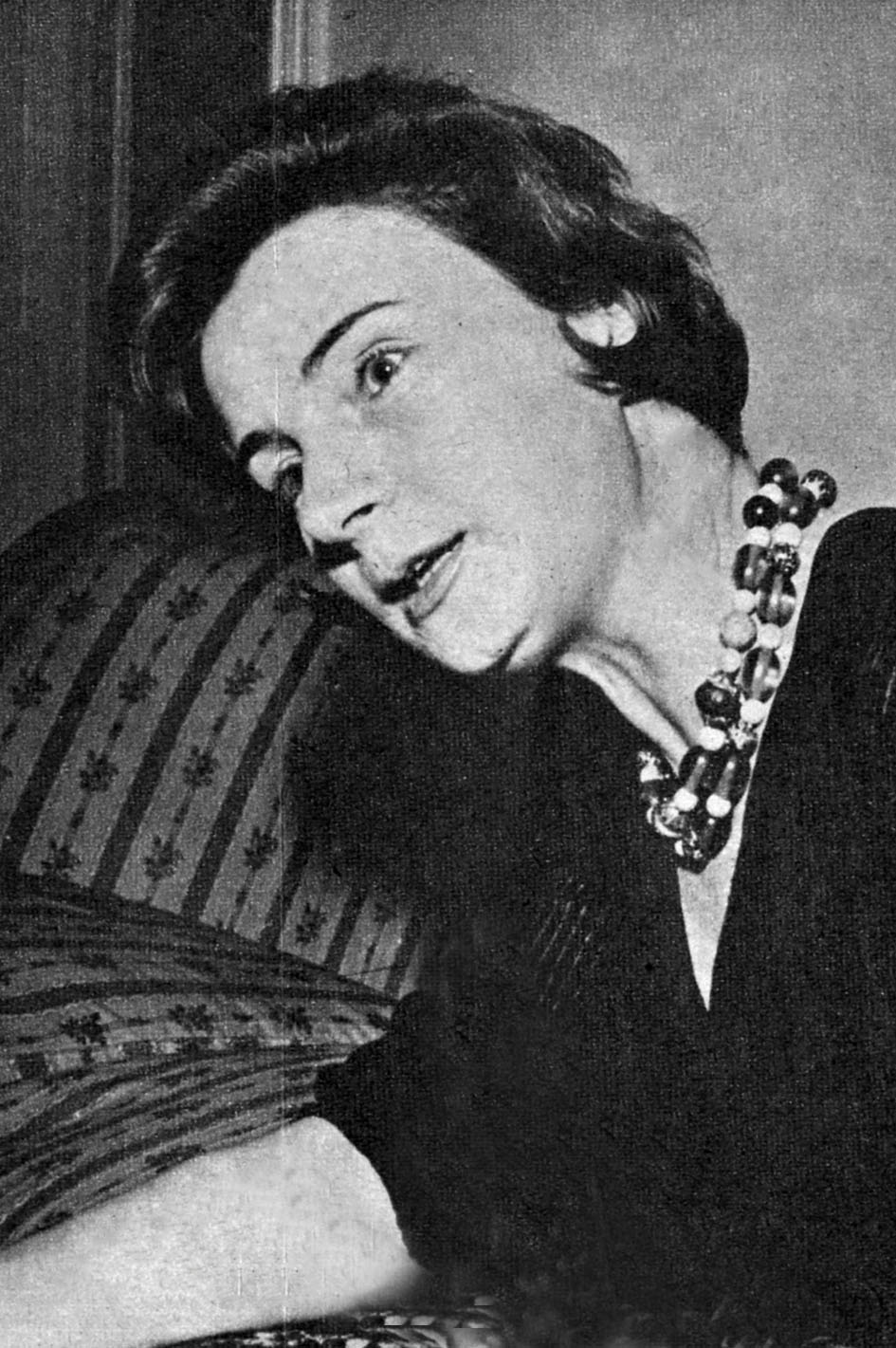
Tullia Romagnoli Carettoni nel 1961

Al 33º Congresso socialista, svoltosi a Napoli nel febbraio 1959, viene eletta membro della Direzione Nazionale e, come detto, lascia l'insegnamento ormai diventato inconciliabile con il nuovo e maggiore carico di responsabilità politiche. Per sette anni è l'unica donna a essere membro della Direzione Nazionale del partito socialista italiano.
In un paio di anni prende corpo quella politica di centro-sinistra che segnerà la storia politica italiana degli anni a venire e che prende avvio nel 1962 con l'appoggio esterno dei socialisti ad un governo presieduto dal democristiano Amintore Fanfani. La riforma della scuola media unica e obbligatoria e, soprattutto, la nazionalizzazione dell'energia elettrica, una delle riforme fortemente volute dai socialisti, ed in particolare da Riccardo Lombardi, uno dei suoi dirigenti di maggiore rilievo, sembrano confermare la tesi che la trasformazione della società italiana possa realizzarsi solo con l'alleanza tra PSI e DC.  Tuttavia nel giro di pochi mesi questa tesi subisce un duro ridimensionamento, confermato negli anni successivi dall'abbandono delle cosiddette ''riforme di struttura'' e la sostanziale rinuncia a una compiuta programmazione economica.
Alle elezioni politiche dell'aprile 1963 Tullia Romagnoli Carettoni, candidata per il Senato nel collegio di Mantova, viene eletta con un'ottima percentuale di voti e fa il suo ingresso in Parlamento dove viene assegnata alla Commissione Istruzione Pubblica e Belle Arti.
Nel contempo iniziano i dissensi all'interno della corrente autonomista del PSI guidata da Nenni.  Al momento di varare il nuovo governo di centro-sinistra organico, ossia con la partecipazione diretta del PSI, Riccardo Lombardi e altri esponenti autonomisti vicini alle sue posizioni, tra cui Tullia Romagnoli Carettoni, rifiutano (16-17 giugno 1963, ''notte di S. Gregorio”) di approvare il programma negoziato da Nenni con Aldo Moro e provocano il rinvio della nascita del governo; la discriminante non è la partecipazione al governo, ma il mantenimento di una prospettiva di cambiamento radicale della struttura socio-economica del Paese.
La partecipazione al governo è invece la principale motivazione della scissione della sinistra socialista guidata da Tullio Vecchietti e Dario Valori che, insieme a Lelio Basso, danno vita nel gennaio 1964 al PSIUP. Questa scelta viene giudicata da Tullia Romagnoli Carettoni come una sorta di scorciatoia. Fare un altro partito non serve e non risolve il problema di fondo, vale a dire che, una volta fatta la scelta di andare al governo, per preservarne l'autonomia sarebbe stato più efficace restare nel partito e contribuire alla promozione di una sua linea politica autonoma, ben distinta dalle linee programmatiche del governo, frutto di mediazione tra partiti di diverso orientamento politico. Questo modo di interpretare il ruolo del PSI e la sua politica come funzione distinta dalla sua partecipazione al governo non sono condivise da coloro, e sono la maggioranza del partito, che, al contrario, considerano preminente l'ingresso del partito nella “stanza dei bottoni” e sposano la tesi del pieno sostegno al programma di governo concordato. Ciò determina la definitiva frattura della corrente autonomista e la formale nascita della corrente lombardiana.
Le stretta creditizia e i “fatti del luglio 1964” (durante i quali Nenni denuncia il «rumore di sciabole» che giungeva da settori delle Forze Armate) con le dimissioni del Presidente della Repubblica Antonio Segni, frenano la spinta riformatrice del centrosinistra, costringendo il PSI sulla difensiva.
Mentre l'attenzione del mondo è rivolta con apprensione alla guerra del Vietnam, dove i bombardamenti americani sul Nord fanno temere una estensione del conflitto, in Italia il PSI, per aumentare la propria forza contrattuale nel governo, decide di avviare il processo di unificazione col PSDI.

### La tutela e la valorizzazione dei beni culturali italiani

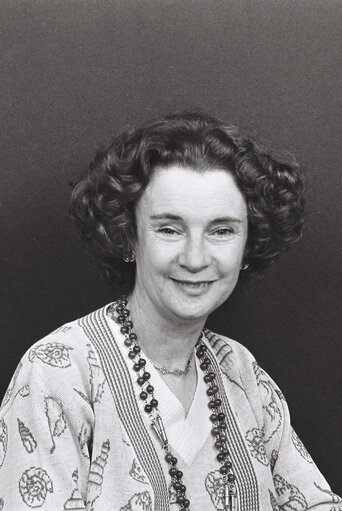
Tullia Romagnoli Carettoni

Sempre nel 1964 Tullia Carettoni viene nominata Vicepresidente della Commissione parlamentare d'indagine per la tutela e la valorizzazione del patrimonio storico, archeologico, artistico e del paesaggio, meglio nota come “Commissione Franceschini” che, grazie al prezioso apporto della sua vasta competenza nella materia, dopo un lavoro d'indagine scrupoloso, emana ben 84 Dichiarazioni, la prima delle quali contiene per la prima volta la nozione di “bene culturale”, espressione che da quel momento entra ufficialmente nel linguaggio giuridico italiano.

### Il distacco dal PSI

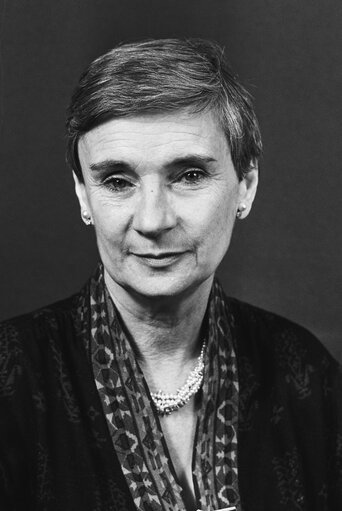
Tullia Romagnoli Carettoni

L'unificazione socialista non piace alla Carettoni che tenta in tutti i modi quanto inutilmente di opporvisi. Al Congresso del PSI, convocato per benedire quell'operazione politica, un piccolo gruppo di lombardiani, tra cui la stessa Carettoni, rompe con la corrente e decide di non aderire al nuovo partito che nasce comunque il 30 ottobre 1966.  Il nuovo partito è fragile e fin dai primi mesi di vita mostra i propri limiti. Poi i poco consolanti risultati elettorali conseguiti alle amministrative e i forti contrasti politici e personali interni ne determineranno il declino.
Pur determinato da profonde convinzioni politiche per Tullia Romagnoli Carettoni il distacco dal PSI è stato un evento sofferto. Venti anni di militanza in un partito lasciano il segno e non basta a sanare la ferita la costituzione del Movimento dei Socialisti Autonomi, pensato più per dare un punto di riferimento a tutti coloro che non avevano aderito al Partito Socialista Unificato (PSU), che come una possibile alternativa a quella scelta. Più suggestiva politicamente è l'iniziativa a cui sta pensando Ferruccio Parri, il vecchio capo della Resistenza, che ritrova al Senato iscrivendosi al Gruppo parlamentare Misto.
Parri riteneva maturo lo scongelamento dei milioni di voti comunisti ed il superamento della cosiddetta “delimitazione della maggioranza”, che di fatto veniva invocata dai partiti al governo per escludere il PCI da ogni decisione politica. L'iniziativa doveva anche servire per riavvicinare alla politica tutti coloro che per un motivo o per un altro se ne erano allontanati nel corso degli anni.
Gli incontri di Carettoni con Parri, a cui partecipano anche il senatore Simone Gatto e il deputato Luigi Anderlini, e una fitta rete di colloqui con i maggiori esponenti dei partiti da coinvolgere (il PCI e il PSIUP), servirono per mettere a punto l'iniziativa che avrebbe trovato espressione nel documento, pubblicato il 17 dicembre 1967, conosciuto come “Appello Parri per l'unità delle sinistre”, appello rivolto “a quanti avvertono l'esigenza di un'azione unitaria per un sostanziale progresso del paese”.

### Nascita della “Sinistra Indipendente”
Questo “Appello” non ottiene del tutto l'effetto sperato, ma ha il merito, complice la legge elettorale, di aprire la strada alla presentazione di liste elettorali unitarie PCI-PSIUP per il Senato alle elezioni politiche del 1968. Liste aperte anche alla candidatura di un consistente numero di personalità indipendenti proposte dallo stesso Parri, che una volta elette si ritrovano e formano il Gruppo parlamentare che assume la denominazione di Sinistra Indipendente. Tra le personalità elette ci sono ex magistrati, scrittori, un medico e un sindacalista e c'è anche Tullia Romagnoli Carettoni, che per l'esperienza parlamentare maturata è nominata Segretario del Gruppo, carica che conserva per l'intera legislatura. Questo Gruppo parlamentare si riformerà nelle successive cinque legislature, ma i suoi componenti saranno candidati come indipendenti ed eletti nelle liste dal Partito Comunista Italiano (PCI).

### Verso il compromesso storico
Gli anni '70 segnano la fine di una classe politica, quella degli idealisti interessati a formare una società con criteri di imparzialità e di moralità, nasce quella dei faccendieri che stipulano patti clientelari con i soldi pubblici e privati, si consolida il rapporto politica-affari. Sono gli anni di piombo e degli opposti estremismi che più o meno consapevolmente fanno da velo al malaffare diffuso. Ma sono anche gli anni in cui si avvia quel processo politico, auspicato dalla Sinistra Indipendente, di apertura politica alla sinistra comunista che approderà al cosiddetto “compromesso storico” di Berlinguer.
Quando il PCI, seguendo un processo di revisione politica e ideologica, si trasforma e assume la denominazione di Partito Democratico della Sinistra (PDS), i parlamentari della Sinistra Indipendente, alla fine della X legislatura, nel 1992, ritenendo assorbite in questo nuovo partito le ragioni che ne avevano determinato la nascita, decidono lo scioglimento del Gruppo parlamentare.

### L'impegno per i diritti civili

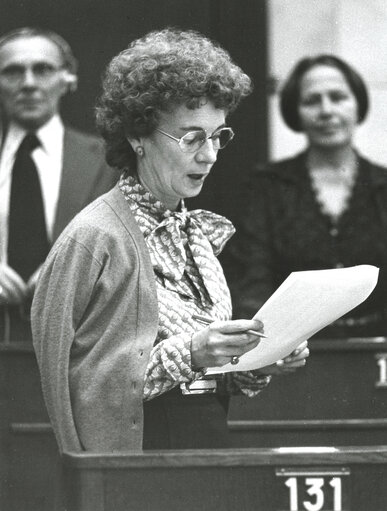
Tullia Romagnoli Carettoni al Parlamento Europeo

Tullia Romagnoli Carettoni siede in Parlamento al Senato della Repubblica per tre legislature, fino all'aprile 1979. Sono legislature brevi a causa delle turbolenze politiche e sociali che in quegli anni sconvolgono partiti e Paese. Dal maggio 1972 ad aprile 1979 è Vicepresidente del Senato, la prima donna a ricoprire questo incarico, e come parlamentare il suo sarà un impegno che abbraccerà varie discipline, dalla riforma scolastica e universitaria alla migliore valorizzazione dei beni culturali e artistici, che approderà alla istituzione del Ministero dell'Ambiente, dalla battaglia per l'Europa unita alla difesa dei diritti umani sul piano internazionale, in particolare nei casi di Vietnam, Grecia, Spagna e Cile, dalla lotta contro la strategia della tensione e il neofascismo alla tutela dell'ordine pubblico e della lotta al terrorismo. Ma soprattutto svolgerà un ruolo notevole in quanto a risultati politici concreti nelle battaglie per i diritti civili sostenendo per esempio la costituzione della Commissione pari opportunità, la riforma del diritto di famiglia, l'introduzione del divorzio e la legge di regolamentazione dell'aborto. Sono temi sui quali si è scritto molto, ma pochi sanno che se oggi anche l'Italia ha una legge che regola lo scioglimento del matrimonio lo si deve al paziente e faticoso lavoro di mediazione svolto da Tullia Romagnoli Carettoni. 
A seguito del colpo di stato militare in Grecia del 1967, a sostegno della Resistenza e delle famiglie dei politici deportati o incarcerati, la Carettoni fonda il Comitato per la libertà della Grecia e il Comitato per gli aiuti umanitari al popolo greco, entrambi presieduti da Ferruccio Parri, ai quali riesce a dare un'impronta unitaria con la partecipazione dei rappresentanti di tutti i partiti democratici italiani.

### L'elezione al Parlamento europeo
Dal gennaio 1971 all'ottobre 1976 la Carettoni è membro della Rappresentanza italiana al Parlamento Europeo dove ritorna dal 1979 al 1984, eletta nelle prime elezioni dirette a suffragio universale. Qui si occupa di Affari sociali e di occupazione, delle relazioni economiche esterne, dello sviluppo e cooperazione, dell'associazione della Grecia e di quella della Turchia alla CEE.
Nel 1978 la Carettoni, a conferma del suo impegno per le conquiste legislative a favore delle donne, è chiamata a presiedere il Consiglio nazionale dell'Unione Italiana Centri Educazione Matrimoniali e Prematrimoniali, un'organizzazione laica, senza scopo di lucro che si occupa di pianificazione familiare.

### Le relazioni internazionali
L'attività parlamentare in Italia e in Europa favoriscono la passione della Carettoni per i viaggi. Con la valigia sempre pronta, nella sua lunga vita ha girato tutto il mondo in forma privata o al seguito di delegazioni politiche o diplomatiche ufficiali. Ciò le ha permesso di soddisfare il suo interesse per la cultura, l'arte, i costumi, le usanze, i sistemi di governo di popoli anche profondamente diversi da quelli europei e occidentali in genere e di mettere in evidenza le sue qualità relazionali, frutto di un comportamento aperto e intelligente, rispettoso del diverso.
Sono queste sue qualità che spiegano in parte come, una volta cessata l'attività parlamentare, siano stati affidati alla Carettoni incarichi istituzionali di prestigio internazionale come la Presidenza dell'Istituto Italo Africano negli anni '80 fino alla sua fusione con l'Istituto italiano per il medio ed estremo Oriente, decisa dal Ministero degli Affari Esteri, avvenuta nel 1995, fusione che ha dato vita all'Istituto Italiano per l'Africa e l'Oriente (IsIAO) nel quale è confermata come Presidente onorario.

### La Commissione italiana per l'UNESCO

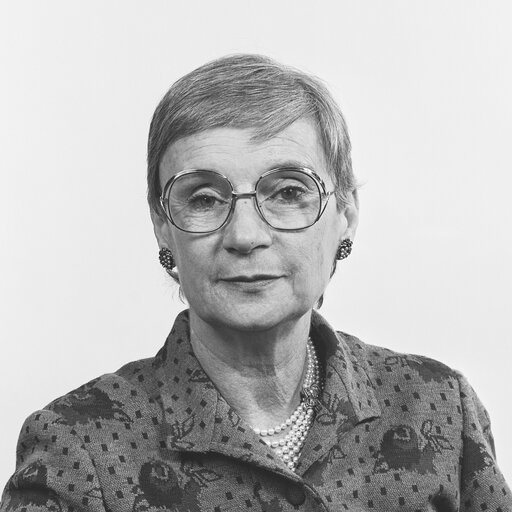
Tullia Romagnoli Carettoni

A dicembre 1985 viene nominata presidente della Commissione italiana per l'UNESCO, incarico che mantiene fino al 2004. Nessun incarico come questo esalta e soddisfa il suo interesse e la sua sensibilità per la cultura e il dialogo culturale. Sono anni di frenetica attività tra convegni, tavole rotonde e l'avvio di numerose iniziative e naturalmente viaggi, non si risparmia. Dedica la massima attenzione al tema delle diversità culturali che per lei e per l'Unesco costituiscono un patrimonio comune dell'umanità, tanto da considerarle necessarie per il genere umano quanto la biodiversità per ogni forma di vita sul pianeta. Il pericolo, secondo la Carettoni, è quello di voler imporre un modello culturale all'occidentale dove il fattore economico sovrasta l'importanza dei fattori culturali, di fatto escludendo buona parte dei Paesi meno fortunati. È questo tipo di pretesa, secondo la Carettoni, che provoca reazioni nazionalistiche, tribalistiche, fondamentalistiche, quando invece lo sviluppo dovrebbe essere un processo di partecipazione creativa nel quale tutti hanno un ruolo da svolgere.
Nel 1992 è nominata presidente del Forum Internazionale delle Donne del Mediterraneo, una organizzazione non governativa dell'ONU e dell'UNESCO, che si pone come obiettivo lo scambio di notizie e la collaborazione tra le donne dei Paesi del Mediterraneo a favore della pace e della promozione dei diritti civili.

### Dama di Gran Croce dell'Ordine al Merito della Repubblica
Nel marzo 2005, viene nominata dal Presidente della Repubblica Carlo Azeglio Ciampi “Dama di Gran Croce dell'Ordine al Merito della Repubblica Italiana”. Istituito nel 1951, è il primo fra gli Ordini nazionali ed è destinato a "ricompensare benemerenze acquisite verso la Nazione nel campo delle lettere, delle arti, della economia e nel disimpegno di pubbliche cariche e di attività svolte a fini sociali, filantropici ed umanitari”.
Un riconoscimento dovuto ad una donna la cui vita è stata passione creativa e lavoro politico, in cui il fattore culturale ed educativo è stato elemento centrale ed essenziale di sviluppo democratico, garanzia di progresso, di comprensione, di quella politica che oggi viene definita la “bella politica” e che per Tullia Romagnoli Carettoni è stata innanzitutto il rispetto delle idee altrui, il rispetto per tutte le diversità a cominciare da quelle culturali, religiose ed etniche. Attraverso le varie organizzazioni di cui si è occupata è stata testimonial inconsapevole della cultura italiana 

### L'impegno in Herity
Uno degli ultimi impegni della Carettoni, già avanti con l'età, è la presidenza del Comitato Internazionale di HERITY, organismo non governativo e non profit per la Gestione di Qualità del Patrimonio Culturale, che ha voluto ricordarla così: come una di quelle “persone rette, oneste, indipendenti” che “hanno la capacità di lasciare radici profonde non solo nella famiglia ma anche in tutte le persone con le quali hanno creato una sintonia forte di obiettivi e di anima”.
Tullia Romagnoli Carettoni è morta il 24 novembre 2015, all'età di 96 anni; molti la ricordano e la ricorderanno come una delle poche donne che hanno segnato con le loro lotte personali e politiche la storia della nostra democrazia.

## Archivio personale
Le sue carte personali sono depositate a Milano presso l'Archivio dell'Unione Femminile Nazionale.

## Scritti
- Tullia Carettoni Romagnoli, Il divorzio conseguenza necessaria della trasformazione della società,  Discorso pronunciato al Senato della Repubblica nella seduta del 1 luglio 1970, Roma, Eredi G. Bardi, 1970?.
- Tullia Carettoni Romagnoli, Ancora del patrimonio culturale, discorso pronunciato al Senato della Repubblica nella seduta del 18 giugno 1971, Roma, Eredi G. Bardi, 1971.
- Tollia Carettoni Romagnoli, Una scuola per l'infanzia, discorso pronunciato al Senato della Repubblica nella seduta del 7 aprile 1967, Roma, Eredi G. Bardi, 1967.
- Interview de Tullia Romagnoli Carettoni, in M. Paola Azzario Chiesa L'Italie Pour l'Unesco, 50 anneées de la Commission Italienne, Presentation Lamberto Dini, Armando Ed, Roma 2000, 111p (I libri dell'UNESCO)
- Tullia Romagnoli Carettoni, intervento al Seminario I Diritti umani e i Diritti della donna: quale la situazione nel Mediterraneo e nei Balcani? Promosso da Forum Internazionale delle Donne del Mediterraneo e Centro UNESCO di Torino, Torino 4 dicembre 2004
- Tullia Carettoni Romagnoli, Intervento introduttivo al Convegno: A 10 anni da Pechino e Barcellona: le politiche Euro-mediterranee dal partenariato al “buon vicinato”. Posizione e diritti delle donne tra realtà e utopia, in Collana Ricerca e Didattica Centro Unesco di Torino, sez. Centro IPAZIA, Edizioni Nagard, Milano 2007